# Piacevole confronto
Piacevole confronto è un film del 1983 diretto da Piero Vida. 
Girato in 16mm, venne intitolato originariamente Disagio, partecipando a manifestazioni cinematografiche (Incontri cinematografici di Salsomaggiore Terme '83, Valencia, ecc.), poi nelle sale cinematografiche in Italia, distribuito con il nuovo titolo.
Il film è stato realizzato con il contributo del Ministero del Turismo e dello Spettacolo.